# Eulalia venustissima
Eulalia venustissima är en ringmaskart som beskrevs av Banse 1959. Eulalia venustissima ingår i släktet Eulalia och familjen Phyllodocidae. Inga underarter finns listade i Catalogue of Life.